# ATP Tour Masters 1000

Das Logo der Turnierserie von 2009 bis 2018

Die ATP Tour Masters 1000 (bis 1989 Grand Prix Masters Series, 1990–1995 Championship Series, Single Week, 1996–1999 Mercedes-Benz Super 9, 2000–2003 Tennis Masters Series, 2004–2008 ATP Masters Series, 2009–2018 ATP World Tour Masters 1000) ist eine von der Tennisvereinigung ATP veranstaltete Serie von neun Herrentennis-Turnieren. Nach den Grand-Slam-Turnieren und den ATP Finals bildet sie die wichtigste Turnier-Reihe im Herrentennis. Unterhalb der Master sind in fallender Wertigkeit die Serien ATP Tour 500 und ATP Tour 250 angesiedelt. Der Name der Serie leitet sich davon ab, dass seit 2009 der Turniersieger 1000 Punkte für die Weltrangliste bekommt.
Die Serie wurde erstmals im Jahr 1990 mit Gründung der ATP Tour ausgetragen. Sie veränderte im Laufe der Zeit mehrmals ihren Namen, zuletzt 2018. Im Unterschied zu den vier Grand-Slam-Turnieren werden die Spiele der Masters-Series im Best-of-Three-Format ausgetragen (also mit zwei Gewinnsätzen); diese Regelung trat aber erst ab 2008 in Kraft. Zuvor wurde hauptsächlich Best-of-Five gespielt.
Im Einzel ist Novak Đoković mit 40 Titeln Rekordsieger. Er ist auch der einzige Einzelspieler, der alle Masters-Turniere mindestens einmal gewinnen konnte; dieser als Career Golden Masters bezeichnete Meilenstein wurde von ihm 2018 erreicht. 2020 schaffte er mit dem Career Double Golden Masters sogar jedes Turnier mindestens zweimal zu gewinnen. Im Doppel sind die Brüder Bob und Mike Bryan mit 39 Titeln Rekordsieger. Zudem gewannen sie ebenso wie Daniel Nestor alle neun Turniere im Doppel mindestens einmal.

## Die Masters-Series-Turniere

### Aktuell im Kalender
| Turnier              | Name                        | Spielort                              | erste Austragung | Platzbelag        |
| -------------------- | --------------------------- | ------------------------------------- | ---------------- | ----------------- |
| Indian Wells Masters | BNP Paribas Open            | Indian Wells, CA, Vereinigte Staaten  | 1987             | Hartplatz         |
| Miami Masters        | Miami Open                  | Miami Gardens, FL, Vereinigte Staaten | 1985             | Hartplatz         |
| Monte Carlo Masters  | Rolex Monte-Carlo Masters   | Roquebrune-Cap-Martin, Frankreich     | 1897             | Sand              |
| Madrid Masters       | Mutua Madrid Open           | Madrid, Spanien                       | 2002             | Sand              |
| Rom Masters          | Internazionali BNL d'Italia | Rom, Italien                          | 1930             | Sand              |
| Kanada Masters       | National Bank Open          | Montreal / Toronto, Kanada            | 1881             | Hartplatz         |
| Cincinnati Masters   | Cincinnati Open             | Mason, OH, Vereinigte Staaten         | 1899             | Hartplatz         |
| Shanghai Masters     | Rolex Shanghai Masters      | Shanghai, Volksrepublik China         | 2009             | Hartplatz         |
| Paris Masters        | Rolex Paris Masters         | Paris, Frankreich                     | 1968             | Hartplatz (Halle) |

Die auch heute noch als Masters-Turniere ausgetragenen sieben Veranstaltungen in Indian Wells, Miami, Monte-Carlo, Rom, Kanada, Cincinnati und Paris waren bereits bei der ersten Austragung der ATP Tour im Jahr 1990 mit diesem Status im Programm. Das Kanada Masters findet abwechselnd in den Städten Montreal und Toronto statt, in geraden Jahren in Toronto und in ungeraden Jahren in Montreal.
Ein weiteres Turnier fand zunächst an verschiedenen Orten in der Halle auf Teppich statt (von 1990 bis 1994 in Stockholm, 1995 in Essen und von 1996 bis 2001 in Stuttgart). 2002 wurde es nach Madrid verlegt, wo das heutige Madrid Masters erstmals ausgetragen und zunächst bis 2008 in der Halle auf Hartplatz gespielt wurde. 2009 wurde dann das auf Sand gespielte Masters-Turnier in Hamburg zu einem Turnier der Kategorie 500 herabgestuft und das Turnier in Madrid wechselte den Belag zu einem Sandplatzturnier. Neu ins Programm aufgenommen wurde dafür das auf Hartplatz gespielte Shanghai Masters.
Die Turniere in Miami und Indian Wells hatten lange als einzige ein Teilnehmerfeld von 96 Spielern und fanden über einen Zeitraum von 1,5 Wochen statt. Sie waren damit auf der ATP Tour die einzigen Turniere, deren Turnierplan länger als eine Woche dauert. Lediglich die Grand-Slam-Turniere der ITF dauerten mit zwei Wochen noch länger. 2023 wurden die Turniere von Madrid, Rom und Shanghai ebenfalls auf ein Teilnehmerfeld von 96 Spielern vergrößert und finden nun auch über 1,5 Wochen statt.
| Indian Wells |

| Miami |

| Monte Carlo |

| Madrid |

| Rom |

| Montreal |

| Toronto |

| Cincinnati |

| Shanghai |

| Paris |

| Indian Wells |

| Miami |

| Monte Carlo |

| Madrid |

| Rom |

| Montreal |

| Toronto |

| Cincinnati |

| Shanghai |

| Paris |

### Ehemalige Turniere
| Name              | Spielort               | von  | bis  | Platzbelag      |
| ----------------- | ---------------------- | ---- | ---- | --------------- |
| Stockholm Masters | Stockholm, Schweden    | 1990 | 1994 | Teppich (Halle) |
| Stuttgart Masters | Essen, Deutschland     | 1995 | 1995 | Teppich (Halle) |
| Stuttgart Masters | Stuttgart, Deutschland | 1996 | 2001 | Teppich (Halle) |
| Hamburg Masters   | Hamburg, Deutschland   | 1990 | 2008 | Sand            |

## Weltranglistenpunkte
| Einzel        | Einzel | Einzel |
| Runde         | Punkte |        |
| ------------- | ------ | ------ |
| Sieg          | 1000   |        |
| Finale        | 650    |        |
| Halbfinale    | 400    |        |
| Viertelfinale | 200    |        |
| Achtelfinale  | 100    |        |
| Dritte Runde  | 50     |        |
| Zweite Runde  | 30     |        |
| Erste Runde   | 10     |        |

| Qualifikation Einzel | Qualifikation Einzel | Qualifikation Einzel |
| Runde                | Punkte               |                      |
| -------------------- | -------------------- | -------------------- |
| Qualifikant          | 20                   |                      |
| Qualifikationsrunde  | 10                   |                      |
| Erste Runde          | 0                    |                      |

| Doppel        | Doppel | Doppel |
| Runde         | Punkte |        |
| ------------- | ------ | ------ |
| Sieg          | 1000   |        |
| Finale        | 600    |        |
| Halbfinale    | 360    |        |
| Viertelfinale | 180    |        |
| Achtelfinale  | 90     |        |
| Erste Runde   | 0      |        |

## Rekorde
- Die meisten Siege im Einzel errang Novak Đoković mit 40 Titelgewinnen. Rafael Nadal mit 36 gewonnenen Turnieren belegt Platz zwei dieser Liste. Dahinter folgen Roger Federer (28), Andre Agassi (17), Andy Murray (14) und Pete Sampras (11). Die meisten Finalteilnahmen erreichte Đoković mit 60.

Im Doppel führen die Zwillingsbrüder Bob und Mike Bryan mit jeweils 39 Titeln vor Daniel Nestor mit 28 sowie Todd Woodbridge mit 18.
- Novak Đoković hat als einziger Spieler alle 9 Einzel-Turniere der Masters-Series in seiner Karriere gewonnen. Hinter ihm folgen Roger Federer, Andre Agassi, Rafael Nadal und Andy Murray mit jeweils sieben.

Im Doppel haben Bob und Mike Bryan gemeinsam zehn verschiedene Turniere gewonnen (die neun des aktuellen Kalenders sowie das mittlerweile herabgestufte Turnier von Hamburg); mit unterschiedlichen Partnern gelang dies auch Daniel Nestor.
- Die meisten Masters-Series-Turniere in einer Saison im Einzel gewann Novak Đoković mit sechs Titeln 2015. Im Jahr 2011 siegte Đoković fünfmal; ebenso wie Rafael Nadal  in der Saison 2013. Dahinter folgen Roger Federer (2005 und 2006) und nochmals Rafael Nadal (2005) sowie Novak Đoković (2014 und 2016) mit jeweils vier Titeln.

Im Doppel gelang es Bob und Mike Bryan in der Saison 2014, sechs Turniere zu gewinnen. In den Saisons 2007 und 2013 waren die Bryans zudem fünfmal erfolgreich, wie auch Daniel Nestor und Nenad Zimonjić im Jahr 2009. In der Saison 2010 siegten die Bryans viermal in einem Jahr.
- Roger Federer, Rafael Nadal und Novak Đoković sind die einzigen Spieler, die bei allen neun Turnieren im Finale standen. Den Rekord für die meisten Finalteilnahmen in Folge hält Đoković mit sieben (Rom 2015 bis Miami 2016).

- Die längste Siegesserie stellte Novak Đoković mit 31 Erfolgen im Jahr 2011 auf. Zudem hält er mit 39 Siegen im Jahr 2015 den Rekord für die meisten gewonnenen Partien innerhalb einer Saison.

- Den Rekord für die meisten Masters-Series-Turniersiege in Folge hält Rafael Nadal mit vier aufeinander folgenden Titeln. In der Saison 2013 gewann er hintereinander die Masters-Turniere in Madrid, Rom, Montreal und Cincinnati. Saisonübergreifend gelang dies auch Novak Đoković 2013/14, 2014/15 und 2015/16 (Shanghai, Paris 2013, Indian Wells, Miami 2014; Paris 2014, Indian Wells, Miami, Monte Carlo 2015 sowie Shanghai, Paris 2015, Indian Wells, Miami 2016).

Im Doppel erreichten Bob und Mike Bryan ebenfalls vier Titel in Folge in der Saison 2010 (Rom, Madrid, Toronto, Cincinnati) sowie saisonübergreifend 2013/14 (Paris 2013, Indian Wells, Miami, Monte Carlo 2014).
- Die Turniere in Indian Wells und Miami bzw. Montreal/Toronto und Cincinnati finden direkt hintereinander statt. Das sogenannte Sunshine Double in Indian Wells und Miami gelang im Einzel bisher sieben Spielern (Jim Courier 1991, Michael Chang 1992, Pete Sampras 1994, Marcelo Ríos 1998, Andre Agassi 2001, Roger Federer 2005, 2006 und 2017 sowie Novak Đoković 2011 und 2014–2016). Das Montreal/Toronto-Cincinnati-Double dagegen erst vier Spielern (Andre Agassi 1995, Patrick Rafter 1998, Andy Roddick 2003, Rafael Nadal 2013).

Im Doppel gelang das Double in Indian Wells und Miami bislang den Paarungen Todd Woodbridge und Mark Woodforde (1996), Wayne Black und Sandon Stolle (1999), Mark Knowles und Daniel Nestor (2002), Bob und Mike Bryan (2014) sowie Pierre-Hugues Herbert und Nicolas Mahut (2016); als Einzelspieler mit unterschiedlichen Partnern gewannen das Sunshine Double bisher Jakob Hlasek (1989) sowie John Isner (2022). Das Double in Kanada und Cincinnati gewann als bislang einzige Paarung Bob und Mike Bryan im Jahr 2010; Jonas Björkman gewann dieses Double 1999 mit unterschiedlichen Partnern.
- Drei der Masters-Series-Turniere werden auf Sand ausgetragen (bis 2008 Monte Carlo, Rom, Hamburg; seit 2009 Monte Carlo, Rom, Madrid). Bislang gelang es vier Spielern, diese drei Turniere mindestens einmal für sich zu entscheiden: Marcelo Ríos (Monte Carlo 1997, Rom 1998, Hamburg 1999), Gustavo Kuerten (Monte Carlo 1999 und 2001, Rom 1999, Hamburg 2000), Rafael Nadal (Monte Carlo 2005–2012, 2016–2018; Rom 2005–2007, 2009, 2010, 2012, 2013, 2018, 2019, 2021; Hamburg 2008 bzw. Madrid 2010, 2013, 2014 und 2017) sowie Novak Đoković (Monte Carlo 2013 und 2015; Rom 2008, 2011, 2014, 2015, 2020 und 2022; Madrid 2011, 2016 und 2019). Rafael Nadal gelang es 2010 als einzigem Spieler, mit Monte Carlo, Rom und Madrid alle drei Sandplatz-Masters-Turniere in einer Saison zu gewinnen.

Im Doppel entschieden die Paarungen Wayne Ferreira und Jewgeni Kafelnikow (Monte Carlo 2000, Rom 2001, Hamburg 1995), Bob und Mike Bryan (Monte Carlo 2007, 2011, 2012, 2014, 2015, 2018; Rom 2008, 2010, 2013 und 2016; Hamburg 2007 bzw. Madrid 2010, 2013) sowie Daniel Nestor und Nenad Zimonjić (Monte Carlo 2009 und 2010; Rom 2009 und 2014; Hamburg 2008 bzw. Madrid 2009 und 2014) alle drei Sandplatzturniere für sich. Daneben gelang dies mit unterschiedlichen Partnern Paul Haarhuis (Monte Carlo 1995 und 1998, Rom 1993, Hamburg 1993), Mahesh Bhupathi (Monte Carlo 2003, Rom 1998 und 2004, Hamburg 2002) und Maks Mirny (Monte Carlo 2003 und 2006, Rom 2004, Hamburg 2005). Der Gewinn aller Sandplatzturniere in einer Saison gelang Daniel Nestor und Nenad Zimonjić im Jahr 2009.
- Die meisten Siege bei einem einzelnen Masters-Turnier konnte Rafael Nadal in Monte Carlo mit elf Titeln (2005–2012, 2016–2018) einholen. Außerdem gewann Nadal zehn Titel in Rom. Federer gewann sieben Titel in Cincinnati, Novak Đoković sieben Titel in Paris. Ihnen folgen Andre Agassi mit sechs Erfolgen in Miami und Đoković mit sechs Titeln in Miami und Rom. Đoković und Federer erreichten zudem fünf Titel in Indian Wells sowie Nadal fünf Titel in Madrid und Kanada.

Im Doppel gelangen der Paarung Bob und Mike Bryan mit sechs Siegen in Monte Carlo die meisten Erfolge eines Doppelteams bei einem Turnier; mit unterschiedlichen Partnern konnten Mahesh Bhupathi in Kanada, Nenad Zimonjić in Monte Carlo und Daniel Nestor in Madrid und Cincinnati ebenfalls fünf Siege bei einem Turnier feiern.
- Michael Chang ist der jüngste Sieger eines Masters-Turniers im Einzel, der 1990 in Montreal mit 18 Jahren und 5 Monaten gewann. Der älteste Sieger ist Roger Federer, der 2019 in Miami 37 Jahre und 7 Monate alt war.